# И
И, и (transliterado como I ou Y) é uma letra do alfabeto cirílico (décima do alfabeto russo, décima primeira do ucraniano).
Sua pronúncia é [i] em russo e [ɪ] em ucraniano.
Sua forma é a de um N latino espelhado. Porém, tem origem na letra grega eta (Η, η).
Apesar de não ser uma vogal palatalizadora ou com iotacismo – como ie (е), io (ё), iu (ю) e ia (я) –, é considerada a contraparte suave da letra ieri (ы).
É transliterada do russo como i e do ucraniano como y ou i.
A língua bielorrussa aboliu completamente a letra и de seu alfabeto.